# Авион за Парагвај
„Авион за Парагвај“ је југословенски ТВ филм из 1960. године. Режирао га је Радивоје Лола Ђукић, према сценарију који је написао заједно са Новаком Новаком

## Улоге
| Глумац         | Улога |
| -------------- | ----- |
| Реља Башић     |       |
| Антун Налис    |       |
| Мирко Војковић |       |